# Castelo da Estrela
O Castelo da Estrela (em castelhano: Castillo de la Estrella) localiza-se no município de Montiel, província de Cidade Real, na comunidade autónoma de Castela-Mancha, na Espanha.

## História
Remonta a uma fortificação erguida pelos muçulmanos no século IX.
No contexto da Reconquista cristã da península, em mãos dos cristãos, foi reformado em 1226.
Serviu como residência a Pedro I de Castela, o Cruel. De acordo com a lenda, este castelo comunicava-se por um túnel subterrâneo com o Cerro de San Polo onde residia o seu irmão, com o fim de protecção mútua, permitindo a fuga, se necessário.
Diante das suas muralhas travou-se a Batalha de Montiel durante a Guerra dos Cem Anos.
Encontra-se sob a protecção da Declaração genérica do Decreto de 22 de abril de 1949, e da Lei n°16/1985 sobre o Património Histórico Espanhol.
Actualmente encontra-se em ruínas, com pedras e silhares espalhados pelo terreno. O monumento foi vítima, por muito tempo, da busca infrutífera dos caçadores de tesouros, o que aumentou a sua degradação.